# Wolfgang Götz (Kunsthistoriker)
Johannes Wolfgang Götz (* 12. Februar 1923 in Leipzig; † 2. Februar 1996 in St. Ingbert) war ein deutscher Kunsthistoriker.

## Werdegang
Wolfgang Götz war Sohn des Stadtobersekretärs Paul Götz.
Nach der Schule wurde er 1941 zum Reichsarbeitsdienst eingezogen und im Folgejahr zum Dienst in der Wehrmacht. Im März 1944 verlor der durch eine Minenverletzung seinen linken Unterschenkel und wurde deshalb am 6. Mai 1945 als Schwerbeschädigter aus der Wehrmacht entlassen. Das Abitur erfolgte 1941.
Götz absolvierte zwischen Januar 1946 und August 1950 eine Ausbildung zum außerplanmäßigen Lehrer an der Landesschule Grimma, die er mit der ersten und zweiten Lehrerprüfung beendete. Als er im Abschlussjahr Stellungnahmen gegen FDJ und SED veröffentlichte, wurde er nach der Prüfung entlassen.
Parallel hatte er 1947/48 ein Studium in den Hauptfächern Kunstgeschichte und Germanistik sowie im Nebenfach Geschichte an der Universität Leipzig begonnen. Im Mai 1952 erhielt er in diesen Fächern sein Diplom mit einer Arbeit Studien zur architektonischen Bedeutung der Nutzarchitektur im deutschen Barock.
Danach arbeitete er von 1952 bis 1954 zunächst als Assistent, dann als Oberassistent, am Kunsthistorischen Institut der Universität Leipzig, Leiter war Heinz Ladendorf. Götz engagierte sich in der Liberaldemokratischen Partei, weshalb man ihn aus „politischen Gründen“ kündigte. Dagegen protestierten mehrere Wissenschaftler und Kollegen, weshalb die Kündigung wieder zurückgenommen wurde. Somit konnte Götz an der Universität Leipzig 1956 mit dem Thema Beiträge zur Vorgeschichte der Denkmalpflege – Die Entwicklung der Denkmalpflege in Deutschland vor 1800 promovieren.
Nach seinen Kriegserfahrungen machte er keinen Hehl aus seiner liberal-demokratischen Grundhaltung, die ein Zusammengehen mit jeder totalitären Kraft ausschloss. Er setzte sich zunächst aktiv für die Ziele der LDP(D) ein, widersetzte sich jedoch entschieden dem Zusammengehen beziehungsweise einer Zusammenarbeit mit der SED. Dieser Konflikt führte 1955 zu politischen Auseinandersetzungen und endete mit seinem Ausschluss aus der LDP. In seiner Akte ist festgehalten: „Daß es dem Koll[egen]. G[ötz]. nicht paßt, daß [die] LDP mit der Blockpartei einverstanden ist … Die LDP hat die Staatssicherheit in Verbindung gesetzt. Es ist nur eine Entlassung aus der Uni gerechtfertigt.“
Aufgrund dieser Beurteilung konnte Wolfgang Götz an ein anderes Institut versetzt werden und ihm der Umgang mit Studenten verboten werden, da er eine „negative Einstellung gegenüber unserem Arbeiter- und Bauernstaat gezeigt hat“. Eine solche Einschätzung, neben anderen Stilwidrigkeiten Götz’, konnte im totalitären DDR-Staat nicht folgenlos bleiben. Götz’ Gefahr schien gebannt, als sich Heinz Ladendorf vor ihn stellte und seine Dissertation von 1956 mit „sehr gut“ bewertete. Zudem bescheinigte er ihr hohen historischen und praktischen Wert. Der Zweitgutachter Johannes Jahn schloss sich dieser Beurteilung an und drängte auf eine baldige Veröffentlichung der Arbeit.
Dennoch dauerten die Versuche an, Götz von der Universität zu entfernen. Zu erkennen ist dies an Entscheidungen wie dem Verbot von Exkursionen in den Westteil Deutschlands, der Untersagung seiner Teilnahme am 6. Deutschen Kunsthistorikertag 1956 in Essen und zuletzt an der Ablehnung des Ausreiseantrags seiner Frau, die ihren kranken Vater in Schleswig-Holstein pflegen wollte.
Ihm kam zu Ohren, dass die SED (beziehungsweise die Staatssicherheit) ihn als „politisch Unbequemen“ noch eindeutiger ins Visier genommen habe, sodass er am 15. Februar 1958 aus Leipzig in die Bundesrepublik Deutschland floh. Er nahm dort Kontakt mit Schmoll genannt Eisenwerth auf, der ihm seit 1955 bekannt war, und konnte bereits zum 1. Juni 1958 eine Stelle als Assistent am Kunsthistorischen Institut des Saarlandes antreten.
Die „Republikfluchtmeldung“, die an das Staatssekretariat für Hochschulwesen erging, stellte fest, dass Götz die Zusammenarbeit mit der SED ablehnte und sich nicht an der sozialistischen Erziehung der Studenten beteiligen wollte. Wenige Tage später verließ auch Institutsdirektor Heinz Ladendorf die DDR und nahm einen Lehrstuhl für Kunstgeschichte in Köln an. Die SED vermutete nach der Flucht der beiden angesehenen Kunsthistoriker ein Komplott und beantragte, beiden ihre akademischen Grade abzuerkennen – genauso, wie es schon nationalsozialistische Praxis bei emigrierten Gelehrten gewesen  war. Am 12. März 1958 beschloss die Philosophische Fakultät der DDR, Götz und Ladendorf die Doktorwürde zu entziehen. Im Zuge der Demokratisierung 1990 wurde der Beschluss revidiert und die Fakultät drückte ihr Bedauern über das Geschehene aus: Im Juli 1990 beschloss die Leipziger Universität (im Gefolge der Wiedervereinigung von 1989) die Annullierung der nach seiner Flucht 1958 erfolgten Aberkennung des Doktorgrades.
An der Universität des Saarlandes setzte Götz seine wissenschaftliche Lehrtätigkeit unter Josef Adolf Schmoll genannt Eisenwerth fort. Er beschäftigte sich mit gotischer und barocker Architektur, im 19. Jahrhundert entstandener Architektur und Denkmalpflege.
Am 19. Februar 1965 verlieh ihm die Philosophische Fakultät (Saarland) aufgrund seiner Habilitationsschrift Zentralbau und Zentralbautendenz in der gotischen Architektur die Venia legendi für Kunstgeschichte. 1970 wurde er außerplanmäßiger Professor und 1972 zum Wissenschaftlichen Rat ernannt.
Als ordentlicher Professor für Kunstgeschichte war er von 1978 bis zu seiner Emeritierung 1988 in Saarbrücken tätig.
Den Ruf an den Lehrstuhl für Kunstgeschichte an der Gesamthochschule Wuppertal lehnte er ab. Bis zu seinem Eintritt in den Ruhestand am 31. März 1988 lehrte er weiter am Kunsthistorischen Institut des Saarlandes. Sein Nachlass ist im Universitätsarchiv Saarbrücken überliefert.
Wolfgang Götz war nach der Maueröffnung einer der ersten, der den Kontakt zu Freunden in der sächsischen Heimat wieder aufnahm.

## Engagement
Sein Engagement für regionale Kunst zeigte er durch den Vorsitz in der Vereinigung Ludwigskirche von 1974 bis 1993.
Zudem nahm er Stellung bei der Diskussion um dem Wiederaufbau des Saarbrücker Schlosses und war in zahlreichen saarländischen Gremien, Kommissionen und Kuratorien tätig.
Er publizierte Studien zu saarländischen Baudenkmälern und gehörte seit seiner Gründung dem Landesdenkmalrat und zahlreichen weiteren regionalen und überregionalen Gremien an. Er wirkte zudem in der akademischen Selbstverwaltung zeitweise als Prodekan des Fachbereichs Kunst- und Altertumswissenschaften.

## Schriften (Auswahl)
- Deutsche Marställe des Barock. Deutscher Kunstverlag, München 1964.
- Zentralbau und Zentralbautendenz in der gotischen Architektur. Gebr. Mann, Berlin 1968.
- Katholische Pfarrkirche Maria Königin in Saarbrücken. Neusser Druckerei u. Verlag, Neuss 1988.
- Schloss Münchweiler. Verl. Die Mitte, Saarbrücken 1985.
- Beiträge zur Vorgeschichte der Denkmalpflege. o. O. 1956.
- Florilegium artis. Verlag Die Mitte, Saarbrücken 1984.
- Die Basilika St. Johann in Saarbrücken. LPM, Saarbrücken.
- Bibliographie über Schriften und Aufsätze bis 1982. 32 Publikationen gelistet in: Christa Lichtenstern, Wolfgang Müller (Hrsg.): Das Kunstgeschichtliche Institut der Universität des Saarlandes. Lebensbilder (= Annales Universitatis Saraviensis. Philosophische Fakultäten. Bd. 25). Röhrig Universitätsverlag, St. Ingbert 2006, ISBN 3-86110-412-1, S. 99–102.
- mit Rainer Kussler, Gerd Kiefer: Die Basilika St. Johann in Saarbrücken : der einzige katholische Kirchenbau des Barockbaumeisters Friedrich Joachim Stengel. Landesinstitut für Pädagogik und Medien (LPM), ISBN 978-3-928189-18-7.